# Adareův mys
Adareův mys (anglicky Cape Adare) je nejzazším výběžkem stejnojmenného protáhlého poloostrova na severovýchodě Viktoriiny země v Antarktidě. Mys je omýván na západě vodami Robertsonova zálivu a na východě Rossovým mořem. Směrem do vnitrozemí se táhne pohoří Admirality. Scottův ostrov je vzdálen 480 km severovýchodním směrem.

## Historie
Mys objevil v roce 1841 kapitán James Clark Ross a dal mu název podle politika a vědce Edwina Wyndham-Quina, který měl titul vikomta z Adare. V roce 1895 zde Nor Carsten Borchgrevink vstoupil jako první člověk na antarktickou pevninu. V únoru 1899 se Borchgrevink na mys vrátil s expedicí Jižní kříž, která zde postavila dva sruby a v nich poprvé v historii Antarktidy přezimovala. V říjnu 1899 zde zemřel zoolog Nicolai Hanson, který se stal prvním člověkem pohřbeným v Antarktidě a byla po něm pojmenována nedaleká hora Hanson Peak. Místo je předmětem památkové ochrany.
V roce 1911 přibyl třetí srub, postavený členy expedice Terra Nova. V roce 1957 vznikla nedaleko mysu polární stanice Hallett, opuštěná v roce 1973.
Mys patří k Rossově dependenci, kterou vyhlásil v roce 1923 Nový Zéland jako své zámořské území, ale podle Antarktického smluvního systému nepatří žádnému státu.

## Přírodní podmínky
Mys je tvořen čedičovou skálou a patří k nemnoha místům Antarktidy, která jsou trvale zbavena ledové pokrývky (k poslednímu zalednění došlo před 16 200 lety). Na pobřeží Ridley Beach se nachází největší kolonie tučňáka kroužkového na světě, která podle odhadů zahrnuje až 250 000 hnízdících párů. Adareův mys byl v roce 1998 zařazen na seznam Zvláště chráněná území Antarktidy.